# Gezicht op het Colosseum te Rome
Gezicht op het Colosseum te Rome is een schilderij door de Noord-Nederlandse schilder Jacob van der Ulft in het Centraal Museum in Utrecht.

## Voorstelling
Het stelt het Colosseum in Rome voor met links de Boog van Constantijn. De voorgrond is gestoffeerd met allerlei mensen die lopend, te paard en op wagens van links naar rechts bewegen. Middenvoor praat een soldaat met een vrouw met een kind op haar rug. Helemaal rechts ligt een zeilschip afgemeerd.

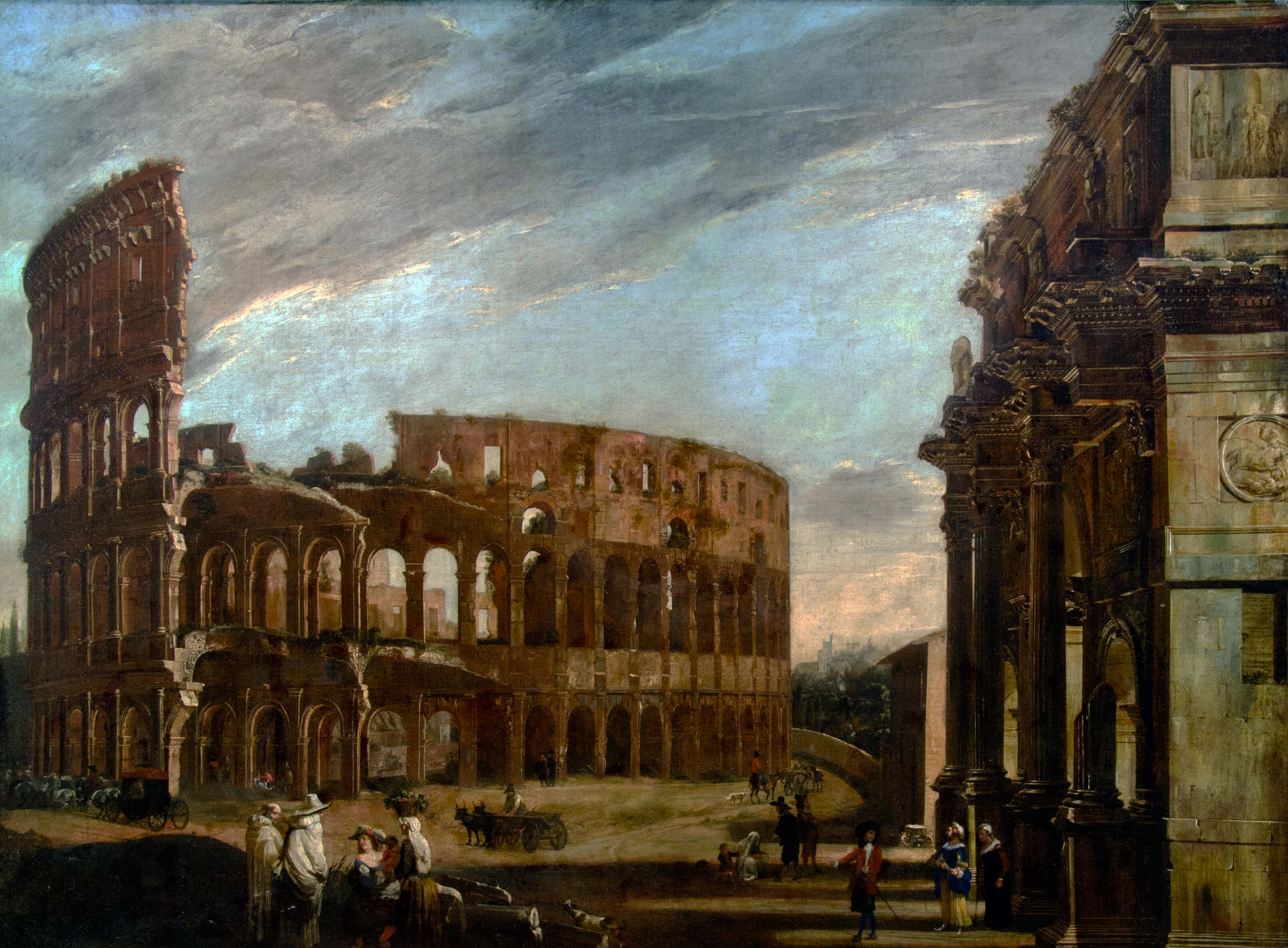
Michelangelo Cerquozzi en Viviano Codazzi. Het Colosseum en de Boog van Constantijn. Ca. 1655. Huidige verblijfplaats onbekend.

De schilder, Jacob van der Ulft, heeft het Colosseum vrijwel zeker nooit met eigen ogen gezien. Hij moest het doen met voorbeelden van andere 17de-eeuwse kunstenaars die Rome wel bezocht hadden. Een aanwijzing hiervoor is het feit dat de voorstelling in spiegelbeeld is weergegeven. Waarschijnlijk maakte Van der Ulft gebruik van een prent waarvan de prentmaker geen rekening hield met het feit dat gravures in spiegelbeeld worden afgedrukt.

## Toeschrijving en datering
Het schilderij is niet gesigneerd en niet gedateerd. Het werd in de jaren '40 toegeschreven aan Jan Baptist Weenix, die van 1643 tot 1647 in Rome verbleef. Tegenwoordig wordt het aan Jacob van der Ulft toegeschreven, die in de stijl van Weenix italianiserende schilderijen maakte, zonder zelf in Italië geweest te zijn.

## Herkomst
Het werk was in 1940 in het bezit van kunsthandel D. Katz in Dieren. De eigenaren van deze kunsthandel, Nathan en Benjamin Katz, verkochten in augustus 1940 enkele honderden kunstwerken, waaronder Gezicht op het Colosseum te Rome aan kunsthandel J. Goudstikker in Amsterdam. Dit gebeurde nadat de eigenaar, Jacques Goudstikker, overleden was en de kunsthandel op onrechtmatige wijze was overgenomen door Alois Miedl. Miedl verkocht het werk op 4 september via bemiddeling door Galerie Maria Almas-Dietrich in München aan de Linzer Sammlung, een kunstverzameling aangelegd door Adolf Hitler voor het Führermuseum in Linz. Dit museum werd echter nooit gerealiseerd en het werk werd ondergebracht in de Rijkskanselarij. Na de oorlog werd het werk als roofkunst door de geallieerden in beslag genomen en op 2 juli 1945 overgebracht naar het Central Collecting Point in München. In 1946 werd het overgedragen aan de Nederlandse overheid, die het onderbracht bij Stichting Nederlands Kunstbezit. In 1994 werd het in bruikleen gegeven aan het Centraal Museum in Utrecht door de Rijksdienst Beeldende Kunst, een voorloper van de Rijksdienst voor het Cultureel Erfgoed.